# Seán Ardagh
Seán Ardagh (* 25. November 1947 in Dublin; † 17. Mai 2016 ebenda) war ein irischer Politiker der Fianna Fáil, der zwischen 1997 und 2011 Mitglied des Unterhauses (Dáil Éireann) war.

## Leben
Ardagh, der als staatlich geprüfter Bilanzbuchhalter tätig war, begann seine politische Laufbahn in der Lokalpolitik und wurde als Kandidat der Fianna Fáil bei den Grafschaftswahlen am 27. Juni 1991 im Wahlbezirk Terenure zum Mitglied des Rates des County South Dublin (South Dublin County Council) gewählt und gehörte diesem bis zum 10. Juni 1999 an. Er wurde bei den Wahlen vom 6. Juni 1997 erstmals zum Mitglied (Teachta Dála) des Dáil Éireann gewählt. Er vertrat in diesem nach seinen Wiederwahlen am 17. Mai 2002 sowie am 24. Mai 2007 bis zu seinem Rücktritt am 28. Januar 2011 den Wahlkreis Dublin South-Central. Zuvor hatte er auf eine erneute Kandidatur für die Wahlen vom 25. Februar 2011 verzichtet. Des Weiteren wurde er bei den Kommunalwahlen vom 10. Juni 1999 im Wahlbezirk Crumlin Kimmage auch zum Mitglied des Stadtrates von Dublin (Dublin City Council) gewählt, dem er bis August 2003 angehörte. 
Während seiner langjährigen Abgeordnetentätigkeit war er vom 9. März 2000 bis zum 25. April 2002 Vorsitzender des Gemeinsamen Ausschusses des Parlaments (Oireachtas) für Justiz, Verteidigung und Frauenrechte (Joint Committee on Justice, Defence and Women’s Rights). Anschließend leitete er unter anderem den Unterausschuss des Dáil Éireann zur Untersuchung der Bombenanschläge in Dublin und Monaghan, die am 17. Mai 1974 durch die Ulster Volunteer Force (UVF) begangen worden waren und insgesamt 34 Todesopfer und mehr als 300 Verletzte zur Folge hatten. Zuletzt fungierte er während der 30. Legislaturperiode zwischen dem 31. Oktober 2007 und dem 28. Januar 2011 als Vorsitzender des Gemeinsamen Verfassungsausschusses des Parlaments (Joint Committee on the Constitution).
Ardagh war mit Maire Ardagh verheiratet, die von 1999 bis 2009 als Vertreterin der Fianna Fáil dem South Dublin County Council als Mitglied angehörte. Seine Tochter ist die Politikerin Catherine Ardagh, die für die Fianna Fáil bei den Wahlen vom 26. Februar 2016 ohne Erfolg im Wahlkreis Dublin South Central für einen Sitz im Dáil Éireann kandidiert hatte, aber seit dem 25. April 2016 Mitglied des Senats (Seanad Éireann) ist und dort die Interessengruppe Industrie und Finanzen vertritt. Zugleich ist sie die Vorsitzende der Fianna Fáil-Fraktion im Senat. Sein Sohn Charlie Ardagh war ebenfalls in der Kommunalpolitik tätig und war als sein Nachfolger von August 2003 bis zu seiner Niederlage bei den Kommunalwahlen am 5. Juni 2009 Mitglied des Dubliner Stadtrates.